# (30827) Lautenschläger
(30827) Lautenschläger – planetoida z pasa głównego asteroid okrążająca Słońce w ciągu 3 lat i 234 dni w średniej odległości 2,37 j.a. Została odkryta 10 października 1990 roku w Karl Schwarzschild Observatory w Tautenburgu przez Lutza Schmadela i Freimuta Börngena. Nazwa planetoidy pochodzi od Manfreda Lautenschlägera (ur. 1938), prawnika, przedsiębiorcy i filantropa. Przed nadaniem nazwy planetoida nosiła oznaczenie tymczasowe (30827) 1990 TE2.